# ایرج عرفان
 ایرج عرفان  بازیکن سابق فوتبال ایران است. او سابقه بازی در تیم‌های باشگاه فوتبال شاهین تهران را دارد. 
وی سابقه ۲ بازی ملی نیز در کارنامه دارد.